# Seal (énekes)
Henry Olusegun Adeola Samuel, művésznevén Seal (London, 1963. február 19. –) nigériai-brazil származású brit soul és R&B énekes, dalszerző. Világszerte 30 milliónál is több albumot adott el, háromszoros Brit Awards és négyszeres Grammy-díjas.
Seal ritka betegségben, ún. discoid lupus erythematosusban szenved, ennek tulajdonítható arcbőrének deformációja.

## Élete
1963. február 19-én született, nigériai anya (Adebisi Ogundeji) és brazil apa (Francis Samuel) gyermekeként, Londonban. Előbb nevelőszülőkhöz került Essexbe, majd négyévesen visszakerült a biológiai szüleihez. Apja nagyon szigorú volt, és sokszor fizikailag is bántalmazta. Szülei sosem hallották énekelni, ezért nem is támogatták benne. A személy, aki először rávette Sealt, hogy színpadon énekeljen (11 évesen), egy tanára volt, akire a fiú mindig is felnézett. Miután elénekelte a dalt, hitetlenkedést látott szülei szemében, a közönség pedig tapsolt. Ekkor döntötte el, hogy énekes lesz.
17 évesen kiköltözött szülei házából, és hajléktalan lett. Elvégzett egy építész tanfolyamot, miközben üres épületekben aludt. 23 évesen a barátnője vett neki egy basszusgitárt és egy dobgépet. Seal elkezdett demókat készíteni, de a lemezkiadó cég nem szerződtette le, mivel nem éreztek benne semmi különlegeset. Nem volt egyedi arca, saját stílusa. Nem sokkal ezután egy barátja megmutatta neki Jimi Hendrix, a Led Zeppelin, valamint a Crosby, Stills & Nash zenéjét. Sealnek nagyon megtetszettek, és egy évre abbahagyta a zeneírást, hogy tanulmányozza ezeknek az előadóknak a munkáit. Az első dal, amit ez után az év után írt, a Crazy volt, ami az egyik legsikeresebb száma lett.

## Zenei pályafutása
1987 óta aktív, kilenc stúdióalbumot adott ki, három Brit Awards és négy Grammy-díjat nyert pályafutása során.
2003-ban a Mona Lisa című, több mint félévszázados slágert ő énekelte fel a Mona Lisa mosolya című film hangsávjára.

## Magánélete
2005. május 10-én összeházasodott a szupermodell Heidi Klummal Mexikóban. Két fiuk, Henry Günther Ademola Dashtu Samuel (2005. szeptember 12.) és Johan Riley Fyodor Taiwo Samuel (2006. november 22.), valamint egy lányuk, Lou Sulola Samuel (2009. október 9.) született.
Házasságuk 2014-ig tartott.

## Diszkográfia

### Stúdióalbumok
- Seal (1991)
- Seal II (1994)
- Human Being (1998)
- Seal IV (2003)
- System (2007)
- Soul (2008)
- Seal 6: Commitment (2010)
- Soul 2 (2011)
- 7 (2015)

## Fordítás
- Ez a szócikk részben vagy egészben  a   Seal című angol Wikipédia-szócikk ezen változatának fordításán alapul.  Az eredeti cikk szerkesztőit annak laptörténete sorolja fel. Ez a jelzés csupán a megfogalmazás eredetét és a szerzői jogokat jelzi, nem szolgál a cikkben szereplő információk forrásmegjelöléseként.